# Carmésia
Carmésia é um município brasileiro do estado de Minas Gerais. Localiza-se no Vale do Rio Doce e de acordo com o censo sua população era de 2 605 habitantes.

## História
O município de Carmésia está situado na parte centro-leste do estado e é de povoamento bastante remoto. Foi colonizado por descendentes de europeus a partir do século XVIII, com a descoberta do ouro em Minas Gerais, a partir de uma expedição de bandeirantes vindos do Serro e com destino à região do Morro do Pilar, passando por Conceição do Mato Dentro, assim como por todas as minas da região.
O processo de desenvolvimento ficou bastante comprometido. Assim com os demais povoamentos deste período, a região de Carmésia passou por um longo período de estagnação da sua economia e, consequentemente, do desenvolvimento em todos os seus segmentos. Pertencia ao município de Conceição do Mato Dentro e em 1923 foi criado o distrito com o nome de Viamão do Carmo. Com a criação do município de Dom Joaquim, desmembrado do município de Conceição do Mato Dentro, passou a integrá-lo, pelo Decreto nº. 148 de 17 de dezembro de 1938, já com a denominação de Carmésia. Da Lei nº. 2.767, em 30 de Dezembro de 1962 e instalado em 1° de março de 1963.
A paisagem natural do município corresponde à paisagem dos antigos núcleos mineiros, em topografia acidentada, montanhas e vales, sendo que na sede observamos um destaque para a vista da Igreja Matriz, com sua alta torre, na parte central. O município não apresenta um conjunto arquitetônico colonial significativo, mas apenas algumas edificações antigas misturadas a outras mais novas. Em 1972, o estado doou parte do território de Carmésia para a Fundação Nacional do Índio para abrigar índios expulsos de suas terras em Porto Seguro, na Bahia. Esta terra pertencia ao Coronel Magalhães e era a maior colônia agrícola da região. Por ocasião da sua morte, como não deixou herdeiros, a colônia foi doada ao estado, que a repassou para administração dos militares, que a utilizaram como campo de treinamento. É denominada “Terra Indígena Guarani” e, nela, atualmente, moram famílias da etnia pataxó.
Após descobrir as minas de Serro Frio, bandeirantes, sertanistas e garimpeiros seguiram em direção ao território onde hoje se encontra Conceição do Mato Dentro, da qual Carmésia, antiga Viamão do Carmo fazia parte.
A antiga Viamão, rodeada por montanhas, terras férteis e rios, desenvolveu-se rapidamente e se tornou uma porta de entrada para o Vale do Rio Doce, possuindo uma das poucas estradas que comunicavam com a recente capital de Minas Gerais. O distrito de Viamão foi criado em 1923, pertencendo ao Município de Conceição do Mato Dentro.
Após a criação do município de Dom Joaquim em 17 de dezembro de 1938, distrito de Viamão do Carmo passou a integrá-lo e recebeu o nome de Carmésia, em homenagem a Nossa Senhora do Carmo, padroeira da cidade. O município de Carmésia foi criado em 30 de dezembro de 1962 e instalado em 1° de marco de 1963. Seu primeiro regente, que assumia as funções de prefeito foi Geraldo Madureira Simões, natural do Serro, o qual viria a se tornar prefeito de Dom Joaquim alguns anos mais tarde.
Destaca-se como ponto positivo a existência de uma reserva indígena no município de Carmésia, fato que agrega valores culturais. A reserva indígena Guarani é um atrativo relevante, tanto no contexto natural quanto no contexto cultural, podendo ser considerado como o maior atrativo turístico. Será possível realizar o turismo de forma consciente e eficaz, resgatando a cultura indígena, revitalizando seu ambiente natural e promovendo sua divulgação de maneira sustentável. Estes cuidados devem ser tomados para não ocorrer a aculturação destas tribos e o resgate do ambiente natural. Possui 3 279 hectares onde vivem cerca de 280 indígenas da etnia Pataxó, distribuídos em três tribos.

## Geografia

### Hidrografia
- Principal Rio:

Rio do Peixe. Nasce do Município do Serro, em Minas Gerais. Deságua no Rio Santo Antônio, no Município de Ferros, em Minas Gerais.
- Córregos e Ribeirões que passam no município:

Ribeirão Guarani
Ribeirão São João
Ribeirão das Flores
Córrego Axupé
Córrego da Choradeira
Córrego Santana
Córrego Samora
Córrego da Olaria
Córrego da Prata
Córrego Liberato
Córrego Roncador
Córrego Palmital
Córrego Belmonte
Carmésia pertence à Bacia Hidrográfica do Rio Doce e à Sub-bacia do Rio Santo Antônio.

### Clima
- Temperatura:
  - Média anual: 20,8 graus centígrados
  - Média máxima anual: 28,1 graus centígrados
  - Média mínima anual: 14,9 graus centígrados
- Índice médio pluviométrico anual:  1 521,3 mm

### Topografia
- Plano: 5 %
- Ondulado: 25 %
- Montanhoso: 70 %

## Dados da cidade
- Localização: Rio Doce
- Área: 259,32 quilômetros quadrados
- Altitude:
  - Máxima: 1 092 m. Local: Serra dos Monos
  - Mínima: 663 m. Local: Rio do Peixe
  - Ponto central da cidade: 551,04 m

## Transporte
- Principais rodovias que servem ao município:
  - BR-381
  - BR-120
  - MG-434
  - MG-129

## Turismo

### Pontos Turísticos

#### Área de Proteção Renascença
Área de Proteção Renascença, sentido a Conceição do Mato Dentro. Margem direita e esquerda do Rio do Peixe.

#### Cachoeira Achupé
Fica no povoado de Goiabas, a 15 km da sede do município, seguindo a rodovia.

#### Cachoeira Renascença
A Cachoeira Renascença fica localizada na área da APA Renascença. Pegando a estrada Carmésia / Morro do Pilar, após 4,5 km, virar à esquerda em uma estrada de terra antes da ponte sobre o Rio do Peixe. Localizada dentro da fazenda Bangú-Renascença, o proprietário é o Sr. Hélcio.

#### Estrada Real
Trilha que era usada para carro de boi, para transporte de mercadorias da região para Santa Bárbara.

#### Igreja Nossa Senhora do Carmo
Igreja Nossa Senhora do Carmo construída em 1890.

#### Reserva Indígena Pataxó
Reserva indígena Pataxó. Estrada sentido Carmésia/Ferros. Aproximadamente 7 km.

#### Rio do Peixe
Situa-se no local denominado Renascença.

#### Trilha Ecológica
Trilha ecológica à margem do Rio do Peixe, na Área de Proteção Renascença.

### Eventos
- Abril - Festa Awê Heruê Hun Niamissun - Festa tradicional Pataxó
- Julho - 16 - Festa da Padroeira Nossa Senhora do Carmo
- Outubro - Festa das águas - Festa tradicional Pataxó